# إيفور غرينوود
إيفور غرينوود (بالإنجليزية: Ivor Greenwood)‏ هو محام بالقضاء العالي وسياسي أسترالي، ولد في 15 نوفمبر 1926 في أستراليا، وتوفي في 13 أكتوبر 1976 في نفس البلد. حزبياً، نشط في الحزب الليبرالي الأسترالي. وقد انتخب عضو مجلس الشيوخ الأسترالي ‏ عن دائرة فيكتوريا (21 فبراير 1968 – 13 أكتوبر 1976).